# Juan Carreño de Miranda

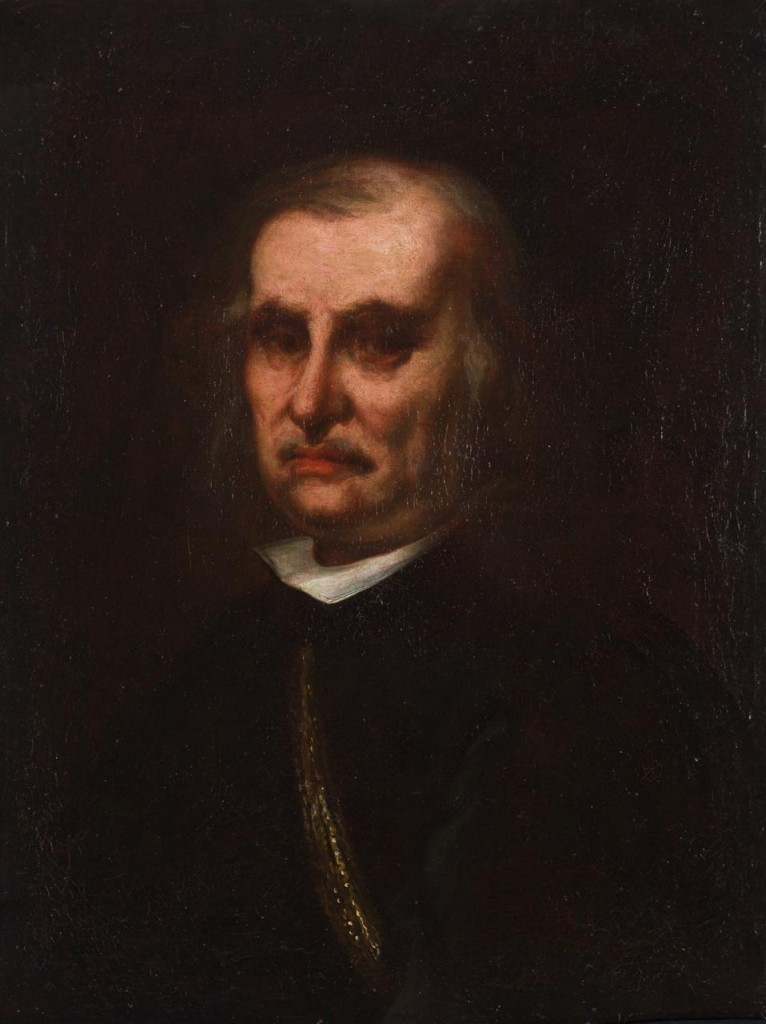
Autorretrato, óleo sobre lienzo,, subastado en Isbilya (Sevilla), en abril de 2016. Propiedad en el del marqués de Salamanca, en el retratado se ha reconocido un presumible autorretrato de Carreño gracias al grabado abierto sobre él, atribuido a Juan Bernabé Palomino.

Juan Carreño de Miranda (Avilés, 25 de marzo de 1614-Madrid, 3 de octubre de 1685) fue un pintor barroco español. Llamado por Miguel de Unamuno pintor de la «austriaca decadencia de España», a partir de 1671 ocupó el puesto de pintor de cámara de Carlos II. Pintó entre 1658 y 1671, en estrecha colaboración con Francisco Rizi, grandes telas de altar al óleo y, al fresco o al temple, los techos de algunos salones del viejo Alcázar de Madrid, los del camarín de la Virgen del Sagrario de la catedral de Toledo y los de varias iglesias madrileñas, de los que únicamente subsisten, parcialmente, los trabajos realizados en la catedral toledana y las pinturas de la cúpula elíptica de la iglesia de San Antonio de los Alemanes. Como retratista de la corte fue continuador del tipo de retrato velazqueño, con su misma sobriedad y carencia de artificio pero empleando una técnica de pincelada más suelta y pastosa que la utilizada por el maestro sevillano, sin que falten, en especial en los retratos masculinos, las influencias de Anton van Dyck, como corresponde a una fecha más avanzada. A esta etapa final de su carrera pertenecen los retratos —a los que se liga gran parte de su fama— de Carlos II y de su madre la reina viuda Mariana de Austria, del embajador de Rusia, Piotr Ivanovich Potemkin, de Eugenia Martínez Vallejo, vestida y desnuda, y del bufón Francisco de Bazán (Museo del Prado), retratos estos últimos de enanos y bufones de la corte tratados con la gravedad y decoro velazqueños.

## Biografía

### Formación y primeros años
Hijo de Juan Carreño de Miranda y de su mujer, Catalina Fernández Bermúdez, naturales del concejo de Carreño en Asturias, hijosdalgo y descendientes de la antigua nobleza asturiana, según la biografía que le dedicó Antonio Palomino, que en su información sigue casi al pie de la letra a Lázaro Díaz del Valle, nació en Avilés el 25 de marzo de 1614. Algunos indicios sugieren, no obstante, que la madre del pintor pudo ser criada y no esposa de Juan Carreño padre. Esa condición de hijo ilegítimo explicaría el desinterés por los hábitos nobiliarios al que alude Palomino, pues aspirar a ellos hubiera hecho inevitable la apertura de un expediente para recabar información sobre sus orígenes familiares. En torno a 1625 la familia se trasladó a Madrid. La situación económica familiar atravesaba algunas dificultades según se desprende de los numerosos memoriales dirigidos a Felipe IV por su padre, que, a pesar de su indiscutible origen hidalgo, está documentado en Madrid como mercader de pintura.

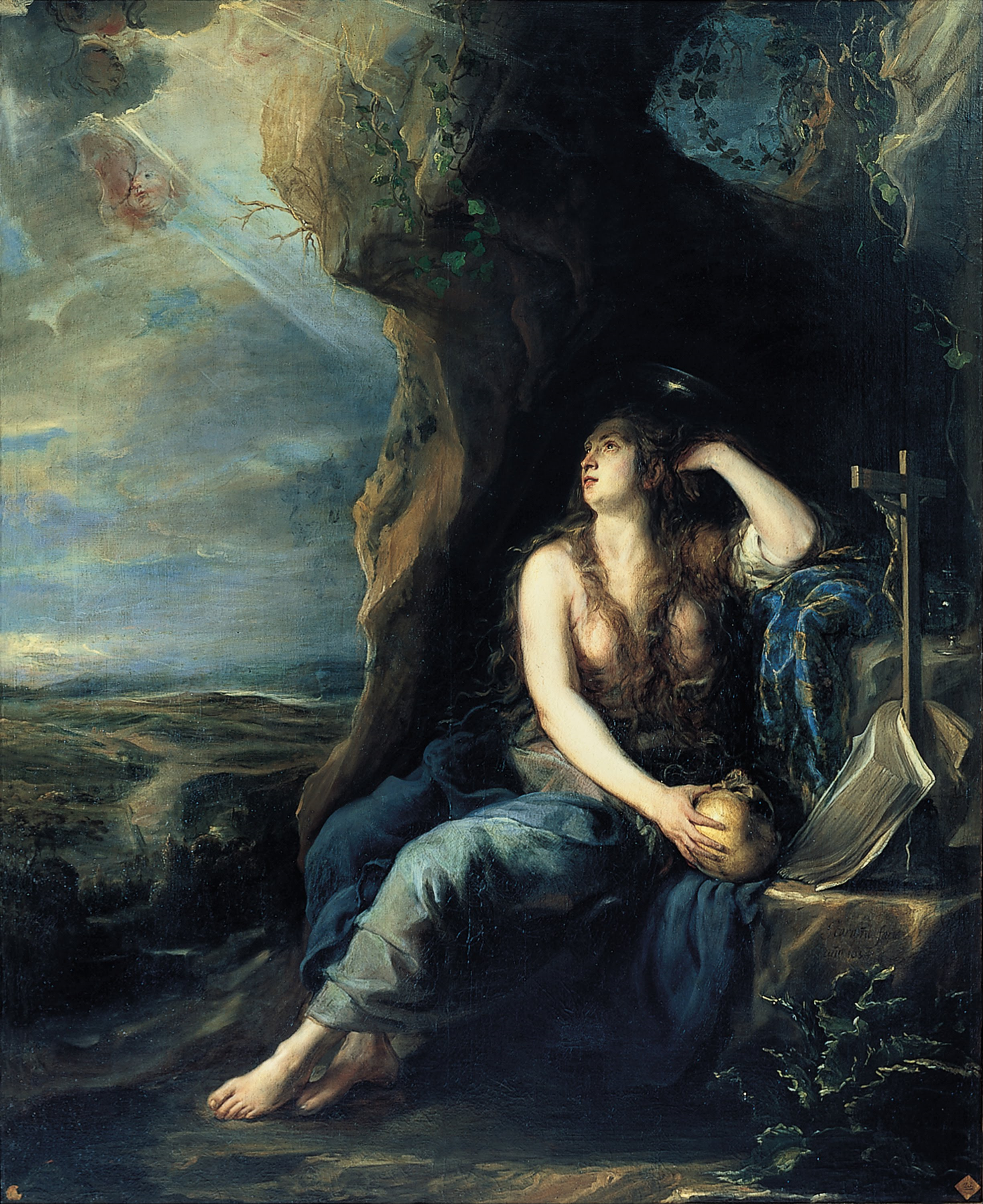
La Magdalena penitente, 1654, óleo sobre lienzo,, Madrid, Real Academia de Bellas Artes de San Fernando.

A poco de llegar a Madrid y «contra la voluntad de su padre» debió de comenzar su formación artística, primero con Pedro de las Cuevas, célebre maestro de pintores, y más adelante con Bartolomé Román, aunque faltan datos precisos del tiempo que permaneció con ellos. Según Palomino, tras perfeccionarse en el color con Román, completó su formación a los veinte años acudiendo a las academias que se celebraban en Madrid, donde pronto dio muestras de su habilidad, demostrada en las pinturas que hizo en sus principios como pintor para el claustro del Colegio de doña María de Aragón.
Perdidas estas pinturas y las que hiciese para el convento dominico del Rosario de Madrid, la primera obra fechada que se le conoce –el San Antonio de Padua predicando a los peces del Museo del Prado, procedente del Oratorio del Caballero de Gracia—, se encuentra firmada en 1646, cuando con treinta y dos años era ya un pintor enteramente formado y con algunos años de profesión a sus espaldas. En fecha tan relativamente tardía, ciertos arcaísmos en los escorzos de los ángeles que sobrevuelan la escena y la figura del santo, de claro y preciso dibujo, con recuerdos que remontan todavía a Vicente Carducho, maestro de Bartolomé Román, combinan con un sentido del color que parece deudor de Anton van Dyck. Aunque sin firma el San Francisco predicando a los peces mencionado por Palomino como su pareja y del que se había perdido la pista, podría ser el lienzo adquirido por el Prado en 2014 de colección particular que, pese a algunas diferencias en cuanto a composición y estado de conservación, es prácticamente de sus mismas dimensiones y funciona bien como pendant.
Ese sentido del color y la pincelada vibrante de origen ticianesco alcanzan cotas de sensualidad veneciana en una obra también temprana como es La Magdalena penitente del Museo de Bellas Artes de Asturias, fechada solo un año después, en 1647, o en la algo más tardía de la Real Academia de Bellas Artes de San Fernando.  Ambas son, probablemente, las Magdalenas penitentes en el desierto mencionadas por Palomino como «obras maravillosas», la primera localizada en la llamada «sala de los eminentes españoles» del palacio del almirante de Castilla y la segunda, de mayor empeño, considerada por Pérez Sánchez como «una de las obras más bellas de toda la pintura española y (...) uno de los más conscientes homenajes a Tiziano de todos los artistas madrileños», para un altar colateral del convento de las Recogidas.
Las noticias documentales para estos primeros años son también escasas. En 1639, diciéndose natural del concejo de Carreño, contrajo matrimonio con María de Medina, hija de un pintor de Valladolid relacionado profesionalmente con Andrés Carreño, tío del pintor. El matrimonio no tuvo hijos pero en 1677, ya ancianos, le «echaron a la puerta» una niña recién nacida a la que bautizaron con el nombre de María Josefa y trataron como una hija. El mismo año en que se fecha la Magdalena de Oviedo contrató con el mercader Juan de Segovia un lienzo de gran tamaño del Festín de Baltasar, posiblemente el conservado en el Bowes Museum de Barnard Castle, Durham, concluido años más tarde y origen de un pleito por el retraso en su entrega. Más rico en noticias es el año 1649, cuando consta que tenía alquiladas unas casas con vistas al viejo Alcázar de Madrid, frente a San Gil, y firmó la Sagrada Familia de la iglesia de San Martín, en la que predomina la influencia flamenca de Rubens, del que tomó tanto el color como la composición, libremente interpretada.

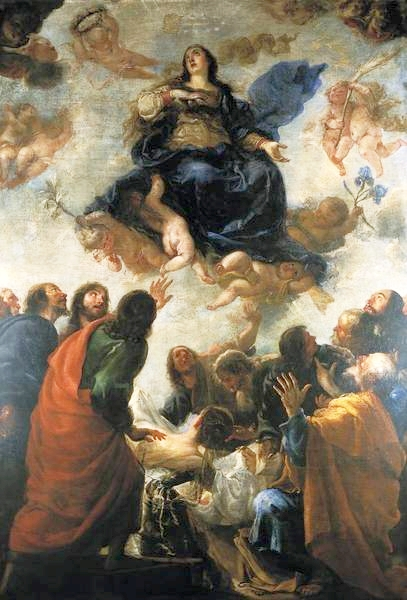
Asunción de la Virgen, hacia 1657. Óleo sobre lienzo,, Poznan, Muzeum Narodowe w Poznaniu, procedente de la iglesia parroquial de Alcorcón, Madrid.

De 1653, firmada y fechada, es la Anunciación del Hospital de la Venerable Orden Tercera donde aún se conserva junto con su pareja, los Desposorios místicos de santa Catalina, que probablemente serían pintados el mismo año aunque no estén firmados. En ellos se funden la soltura de pincel de la tradición veneciana con las influencias de Rubens, en los tipos voluminosos y los brillos, y las de Van Dyck, de quien tomó la rítmica disposición de las figuras de la Virgen, el Niño y la santa en la pintura de los Desposorios, en los que adaptó al formato apaisado del lienzo una composición vertical del flamenco: la Virgen con el Niño, santa Rosalía y otros santos, que Carreño pudo conocer por el grabado que a partir de ella hizo Paulus Pontius.
La utilización de modelos rubenianos, libremente interpretados, se advierte también en la monumental Asunción de la Virgen del Museo Nacional de Poznan (Polonia), procedente del retablo mayor de la iglesia parroquial de Alcorcón (Madrid), que debía de estar acabada poco antes de 1657, cuando Lázaro Díaz del Valle redactó sus notas mencionándola como recién pintada. La fuente en que se basa, según se ha señalado, es la gran tela del mismo asunto pintada por Rubens para la catedral de Amberes, que Carreño pudo conocer por un grabado de Schelte à Bolswert. El resultado es, sin embargo, sumamente personal tanto por las sutiles variaciones en la posturas y actitudes de las figuras como por el juego de claroscuros y la ligereza y fluidez de la pincelada. Una hoja de papel tintado a la aguada parda con hasta nueve estudios a pluma de la figura de la Virgen (Nueva York, Metropolitan Museum of Art) se ha puesto en relación con esta Asunción de Poznan, cuya composición debió de meditar largamente Carreño. Satisfecho con el resultado, empleó la figura principal de la Virgen con la peana de ángeles infantiles para atender, al menos, otros dos encargos, quizá motivados por el inmediato éxito de la composición: enmarcado en guirnalda de flores y exquisitos colores, el grupo de la Virgen se encuentra repetido a menor escala en una excepcional pintura al óleo sobre un soporte de mármol octogonal, firmada y fechada en 1656, que se conserva en un altar del Seminario Diocesano de Segovia, primitiva iglesia de jesuitas y, con alguna diferencia especialmente en el rostro de la Virgen y en los atributos que portan los ángeles niños, en un lienzo de procedencia desconocida conservado en el Museo de Bellas Artes de Bilbao, con firma prácticamente perdida.
También fechado en 1656, el San Sebastián del Museo del Prado, procedente del monasterio de monjas cistercienses de la Piedad Bernarda, vulgarmente conocidas como las Vallecas, repite en la figura del mártir el modelo creado por Pedro de Orrente para su Martirio de san Sebastián de la catedral de Valencia, a la vez que lo idealiza al recortar su silueta sobre un celaje azul atravesado por nubes esponjosas de origen veneciano, muy alejado del tenebrismo orrentesco y su escultórico naturalismo. Poco posterior, el Santiago en la batalla de Clavijo del Museo de Bellas Artes de Budapest, firmado y fechado en 1660 e inspirado en el San Jorge y el dragón de Rubens (Museo del Prado), es obra ya plenamente barroca por el extraordinario dinamismo que le imprime a la composición el caballo en corbeta, con la cabeza girada sobre sí mismo en movimiento envolvente, la agitación de las telas azotadas por el viento y la pincelada emborronada con la que desdibuja las figuras.

### La colaboración con Francisco Rizi: los grandes ciclos murales y decorativos

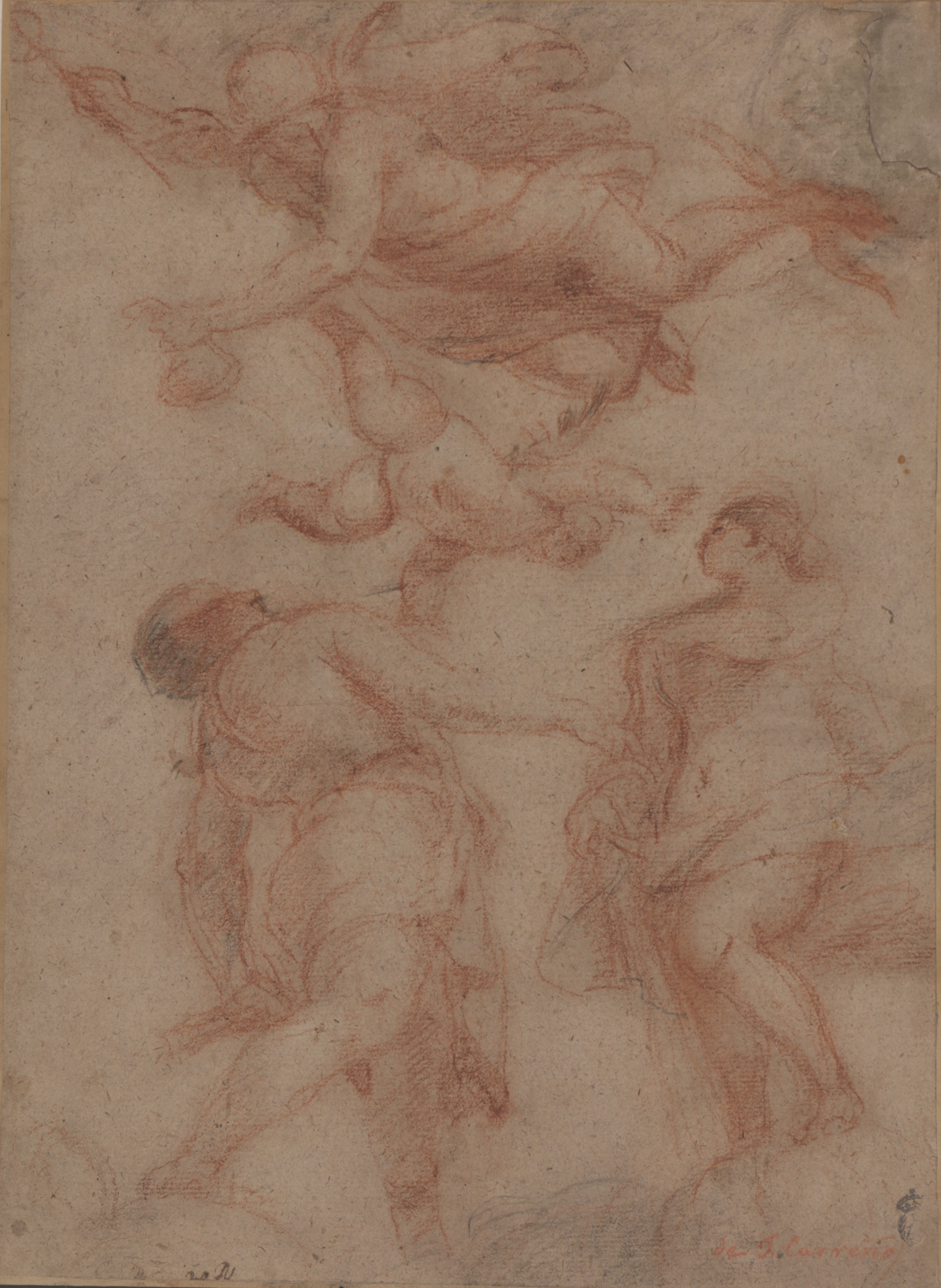
Mercurio, Epimeteo y Pandora o El nacimiento de Pandora, dibujo preparatorio para uno de los recuadros del techo del Salón de los Espejos del Alcázar de Madrid, 1658. Madrid, Real Academia de Bellas Artes de San Fernando.

En 1657 fue elegido alcalde de los hijosdalgo de Avilés, cargo probablemente de carácter honorífico pues no consta que abandonase Madrid, y en 1658 fiel de la villa de Madrid por el estado noble. El mismo año pintó un Crucifijo sobre madera recortada con dedicatoria a Felipe IV (Indianapolis Museum of Art). Se trata del primer intento de aproximación a la corte del que se tiene constancia, aunque el conocimiento de la pintura de los maestros venecianos y flamencos indica que con anterioridad había tenido ya acceso a las colecciones de palacio y tratado con Velázquez. En diciembre de 1658 declaró en favor del sevillano en el informe para la concesión del hábito de la Orden de Santiago a Velázquez, al que decía conocer casi desde su llegada a Madrid. Solo unos meses después sería el propio Velázquez quien recomendase a Carreño para trabajar en la decoración del Salón de los Espejos del Alcázar de Madrid a las órdenes de Agostino Mitelli y Angelo Michele Colonna, introductores en España de la técnica de la quadratura. Palomino cuenta en su biografía que, viéndole un día Velázquez ocupado en sus obligaciones con el municipio, «compadecido, de que emplease el tiempo en cosa que no fuese de la Pintura, le dijo, le había menester para el servicio de Su Majestad, en la pintura que se había de hacer en el salón grande de los Espejos». En la decoración del salón, iniciada en abril de 1659, Carreño se repartió con Francisco Rizi la historia de Pandora, en la que le correspondió la pintura de Vulcano dando forma en la arcilla a la hermosa doncella y sus bodas con Epimeteo, historia que, según Palomino, no pudo acabar al sobrevenirle una grave enfermedad y completó Rizi. Destruidos los frescos en el incendio del Alcázar de 1734, aunque ya antes habían tenido que ser reparados y repintados al óleo por el propio Carreño, tan solo se conserva un dibujo con el nacimiento de Pandora (Real Academia de Bellas Artes de San Fernando), atribuido a Carreño, que podría tener este destino.

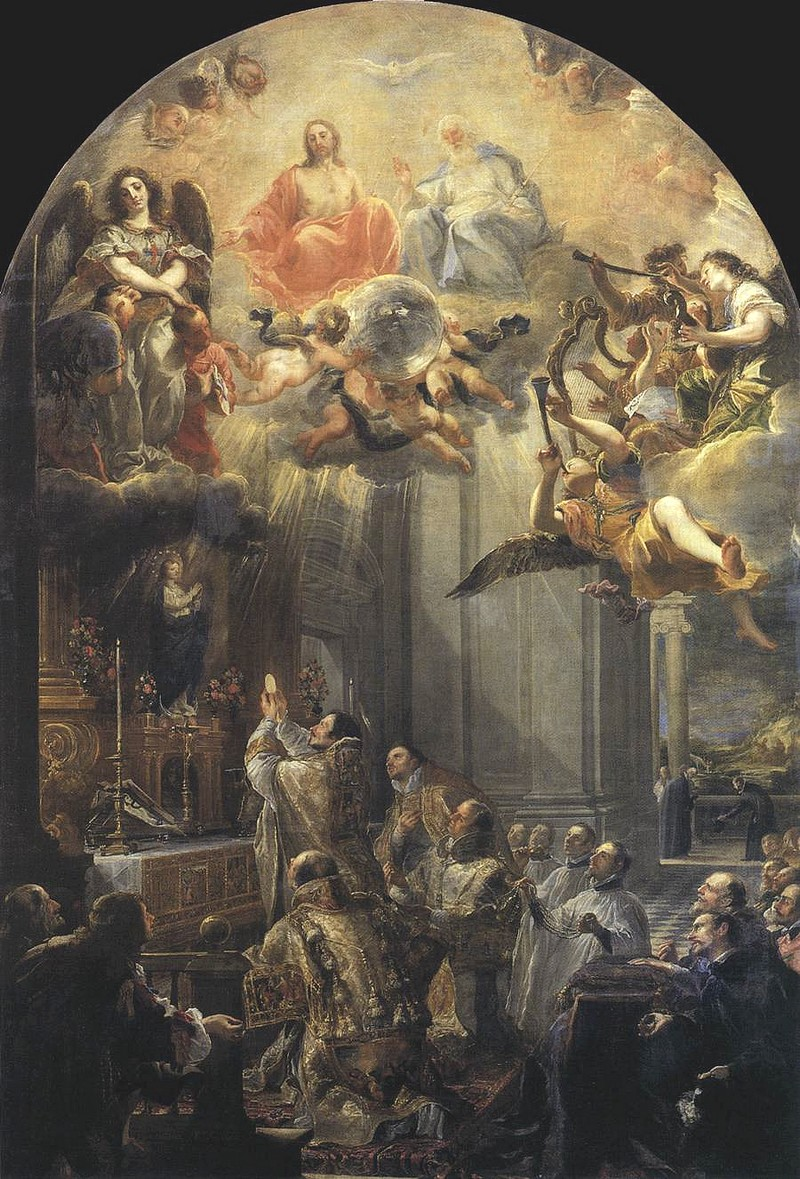
La fundación de la Orden Trinitaria, 1666, óleo sobre lienzo,, Museo del Louvre, procedente del convento de los Trinitarios Descalzos de Pamplona.

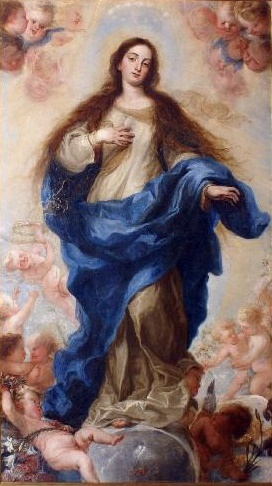
Inmaculada Concepción, óleo sobre lienzo,, Museo de Guadalajara.

Las pinturas del Salón de los Espejos, las primeras realizadas por Carreño para el rey, significaron también el inicio de la colaboración con Rizi. Ambos trabajaron inmediatamente para Gaspar Méndez de Haro, marqués de Carpio y de Heliche, en la casa familiar de la Huerta de San Joaquín en Madrid y en la finca de la Moncloa, en el camino de El Pardo, que el marqués adquirió en 1660. Especial importancia debió de tener la decoración de esta, para la que Heliche contó con Colonna –fallecido Mitelli– en la pintura de los techos, y con Rizi y Carreño para la pintura de las paredes, en las que bajo la dirección de los dos maestros se copiaron al óleo, según Palomino, «los mejores cuadros que se pudieron haber» de palacio. Muy dañados, todavía llegó alguno a 1936 cuando el palacio resultó prácticamente destruido antes de ser definitivamente demolido para la construcción del actual. A continuación trabajaron al fresco en la cúpula oval y anillo inferior de la iglesia de San Antonio de los Portugueses (actualmente de los Alemanes) entre 1662 y 1666. A Rizi, según Palomino, habrían correspondido las arquitecturas y ornamentación y a Carreño las figuras, aunque algunos dibujos conservados en el Museo del Prado y la Casa de la Moneda indican que también Rizi proporcionó los primeros diseños con la idea original para la escena central de la apoteosis del santo.
Estos frescos de San Antonio de los Portugueses, aunque retocados por Luca Giordano, son junto con los mal conservados del camarín de la Virgen del Sagrario de la catedral de Toledo, concluidos en 1667, los únicos proyectos decorativos fruto de la colaboración de los dos pintores que se han conservado al resultar destruidos en diversas circunstancias los frescos pintados para el Salón de los Espejos y la Galería de las Damas del viejo Alcázar, los del camarín de la Virgen de la desaparecida iglesia de Nuestra Señora de Atocha, contratados por Rizi como pintor del rey y por Carreño como «su compañero» en 1664, y los que decoraban la cúpula del Ochavo de la catedral de Toledo, iniciados en 1665 y concluidos en 1671, que hubieron de ser reemplazados en 1778 a causa de su mal estado por los nuevos frescos pintados por Mariano Salvador Maella.
También con Rizi colaboró en el Monumento de Semana Santa de la catedral toledana, en la iglesia de los Capuchinos de Segovia y en la decoración de la capilla de San Isidro en la parroquia de San Andrés. De 1663 a 1668 se registran pagos a los dos pintores por cuatro cuadros que resultaron destruidos en 1936, en el incendio del templo a comienzos de la guerra civil. Dos dibujos preparatorios y un grabado de Juan Bernabé Palomino permiten en este caso conocer al menos la composición original del Milagro de la fuente, cuya ejecución correspondió a Carreño junto con la historia del llamado pastor de Las Navas, quien según la leyenda fue reconocido por el rey Alfonso VIII en el cuerpo incorrupto del santo madrileño.
Muy estrecha parece haber sido también la colaboración con Rizi en La fundación de la Orden Trinitaria, lienzo destinado al altar mayor de la iglesia del convento de los trinitarios descalzos de Pamplona, ahora en el Museo del Louvre. Aunque un documento que da testimonio de su colocación en el templo indica que fue pintado por «Rizio y Carreño» y que por él se pagaron 500 ducados de plata, el lienzo, de considerables dimensiones, está firmado y fechado en 1666 únicamente por Carreño, igual que un boceto o modelo para uso del taller, ahora conservado en Viena, que podría ser el que según Antonio Palomino conservaba su discípulo Jerónimo Ezquerra, en cuyo poder pudo verlo y admirarlo. La idea original, sin embargo, corresponde a una composición proporcionada por Rizi, de la que se conoce un detallado dibujo conservado en la Galleria degli Uffizi, dibujo pasado al lienzo por Carreño con muy ligeras variaciones. Una de las obras más complejas y apreciadas en todo tiempo de la producción de Carreño, con la que el barroco más internacional triunfaba definitivamente en Madrid, tiene de este modo, como punto de partida, una composición de Rizi.
De forma independiente, a comienzos de la década de 1660 se fechan los primeros retratos que pueden datarse con precisión y las primeras versiones del tema de la Inmaculada Concepción, motivo iconográfico muy repetido en la pintura española de la segunda mitad del siglo xvii y también en la producción de Carreño. La aprobación por el papa Alejandro VII de la Constitución Apostólica Sollicitudo omnium ecclesiarum, en la que proclamaba la antigüedad de la pía creencia en la concepción sin mancha de María, admitía su fiesta, y afirmaba que ya pocos católicos la rechazaban, poniendo fin a décadas de interdicción, fue acogida en España con entusiasmo y por todas partes se celebraron grandes fiestas, multiplicándose los encargos a pintores y escultores.
Del mismo año 1662 son las dos primeras Inmaculadas de Carreño firmadas y fechadas (antiguas colecciones Gómez-Moreno de Granada y Adanero) y en ellas se encuentra plenamente formado el tipo iconográfico que con ligeras variantes repetirá el propio artista o su taller múltiples veces, indicio seguro de la popularidad de que gozó. Con recuerdos de Rubens en la cabeza, levemente inclinada, y en la disposición general de la figura, la Virgen se presenta en pie sobre el creciente de luna rodeada por una peana de angelotes, casi traslúcidos los que ocupan el segundo plano. El brazo derecho se dobla sobre el pecho, algo avanzado, proyectando una sutil sombra sobre el manto blanco. El brazo izquierdo, sobre el que pasa el manto azul, se separa del cuerpo, extendido, contrarrestando la curvatura de la cadera derecha, en contrapposto, de modo que la figura central de María parece quedar enmarcada en una silueta romboidal. Es el tipo que siguen, entre otras, las Inmaculadas del Museo de Guadalajara, resuelta con pincelada extraordinariamente ligera y color brillante, muy cercana a las primeras fechadas, o la de la Catedral Vieja de Vitoria, firmada en 1666, tanto como la que parece ser la última que pintase, la del Real Monasterio de la Encarnación de Madrid, fechada en 1683. El mismo tipo sigue la conservada en la Hispanic Society of America que, firmada y fechada en 1670, se encontraba ya antes de 1682 en México, donde la copió Baltasar de Echave Rioja (1632-1682), extendiendo de este modo su influencia a la Nueva España.

### Pintor del rey y pintor de cámara

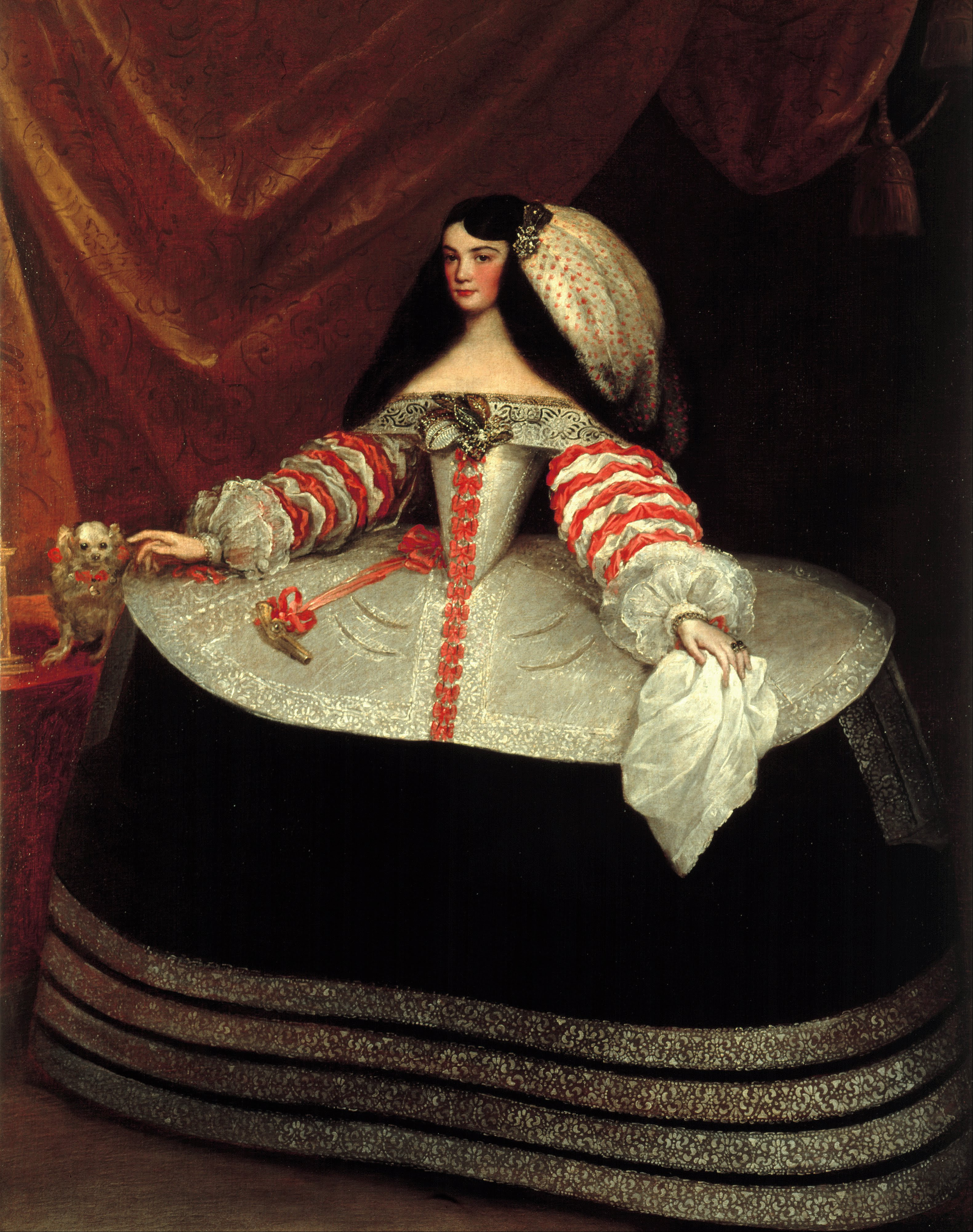
Inés de Zúñiga, condesa de Monterrey, óleo sobre lienzo,, Madrid, Museo Lázaro Galdiano.

En septiembre de 1669 fue nombrado pintor del rey con una asignación de 72 000 maravedises al año, a los que habría de sumarse el valor de lo que pintase fijado conforme a tasación –emolumentos que siempre tuvo dificultades para cobrar– y en diciembre del mismo año añadió a ese el nombramiento de ayuda de la furriera, lo que implicaba recibir las llaves de palacio y le obligaba a ocuparse en tareas de conservación y reparación del mobiliario. Dos años más tarde, en abril de 1671, adelantando a Rizi en el escalafón fue preferido para ocupar la plaza de pintor de cámara que quedaba vacante por muerte de Sebastián Herrera Barnuevo, con una asignación anual de 90 000 maravedises. El nombramiento provocó un enfriamiento de las relaciones con Rizi, con quien no volvió a colaborar, y el indisimulado enojo de Francisco de Herrera el Joven, famoso por su mal carácter, que no perdería cualquier ocasión que se le presentase para burlarse del pintor de cámara, a quien según algunas anécdotas recogidas por Palomino, satirizaba de palabra o por escrito a causa de cierta malformación en los pies, que no tenía «tan pulidos (...) como Herrera presumía».
La aplicación de Carreño al género del retrato parece haberse iniciado poco antes de estos nombramientos. El primer retrato que se le conoce, y queda un tanto aislado en su biografía, el de Bernabé Ochoa de Chinchetru, amigo del pintor y su albacea testamentario (Nueva York, Hispanic Society of America), lleva la fecha de 1660. De 1663, aunque la última cifra se lee con dificultad, podría ser el de la marquesa de Santa Cruz, esposa de Francisco Diego de Bazán y Benavides, también retratado por Carreño posiblemente antes de 1670 y con un extraño atuendo que parece ajeno a la moda española, cargado de encajes (ambos en poder de los descendientes de los retratados). Un tono más velazqueño, análogo al de la marquesa de Santa Cruz, tienen un par de retratos femeninos, propiedad de los duques de Lerma, o el de una dama desconocida procedente del convento de carmelitas descalzas de Boadilla del Monte, quizá la esposa de su fundador, Juan González de Uzqueta, ahora en la colección BBVA, y el más notable de toda esta serie de retratos pintados en torno a 1670, el que presumiblemente represente a Inés de Zúñiga, condesa de Monterrey (Madrid, Museo Lázaro Galdiano), «casi digno de Velázquez» según Valentín Carderera, pintado con pincelada suelta y una refinada gama de colores rosáceos y plateados realzados por el negro de la basquiña sobre el amplio guardainfante.
El retrato del duque de Pastrana (Museo del Prado), para el que se han barajado fechas muy diversas, ejemplifica la segunda dirección que adoptan los retratos en la pintura del maestro asturiano, la influida por el porte elegante y sentido del color de Anton van Dyck. El interés de Carreño por los retratos del flamenco lo pone de manifiesto un rápido apunte tomado a lápiz negro (Biblioteca Nacional de España) del retrato del joven Filippo Francesco d’Este, marqués de Lanzo, pintado por Anton van Dyck (Viena, Kunsthistorisches Museum) que, junto con el retrato de su hermano, fue propiedad  de Juan Gaspar Enríquez de Cabrera, x almirante de Castilla, en cuya colección pudo estudiarlo Carreño.
Proporcionar los retratos oficiales de los monarcas Carlos II y su madre, Mariana de Austria, se convertiría en su primera obligación como pintor de cámara. Carlos II (1661-1700), rey sin haber llegado a cumplir los cuatro años desde la muerte de su padre, Felipe IV, en septiembre de 1665, aunque bajo la regencia de su madre hasta alcanzar la mayoría de edad en 1675, enfermizo y de apariencia frágil, incapaz de tener descendencia, iba a gobernar sobre una monarquía declinante pero con presencia aún en los cuatro continentes, fuertemente endeudada y con poderosos enemigos, en la que, fuese como fuese, las artes visuales brillaron con notable esplendor. Hay pruebas claras de que el desdichado monarca estimó y protegió la pintura y a los pintores. A falta de un Velázquez, entre 1668 y 1698 no menos de quince de ellos se vieron favorecidos con el título de pintor del rey, aunque en muchos casos lo fuesen solo con carácter honorario.

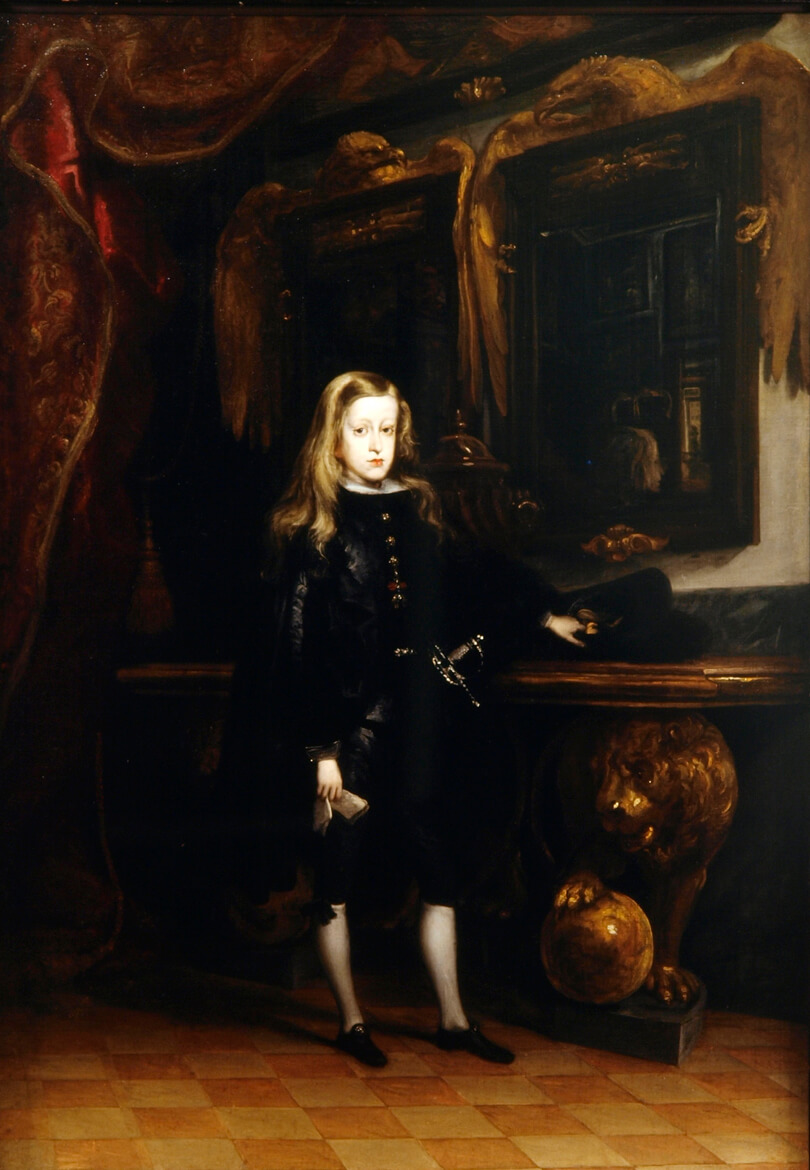
Carlos II, 1671, óleo sobre lienzo,, Oviedo, Museo de Bellas Artes de Asturias.

En el retrato de Carlos II del Museo de Bellas Artes de Asturias, firmado ya como «pictor Regis» en 1671, se encuentra fijado en lo esencial el tipo de retrato oficial del monarca, a quien, en sucesivas representaciones, se irá viendo crecer sin alterar el esquema general. De pie, en posición de tres cuartos, las piernas abiertas en compás, un papel en la mano derecha y tomando con la izquierda el sombrero que reposa sobre una mesa o bufete de pórfido soportado por dos de los leones de bronce dorado de Matteo Bonuccelli, –emblemas del imperio hispánico–, el rey aparece representado en el Salón de los Espejos del viejo palacio real, cuya decoración había dirigido Velázquez y en el que el propio Carreño había trabajado en la pintura al fresco de la bóveda. Los espejos, en los que se refleja la sala completa y con ella algunas pinturas de Rubens y Tiziano, permiten a Carreño demostrar su habilidad en la creación espacial y con la gran cortina contribuyen a dotar de solemnidad y magnificencia a la débil figura del monarca, bañada en atmósfera velazqueña.
A este prototipo siguen, con las necesarias adaptaciones en el rostro y llevando la figura al primer término para ganar en altura aparente, el ejemplar del museo de Berlín, fechado dos años más tarde, tres retratos propiedad del Museo del Prado, el del museo de bellas artes de Valenciennes, el de El Escorial y muchos otros con participación más o menos amplia del taller. Sigue también este esquema con distinto resultado formal por la diferencia en el vestuario, en el que Carreño tuvo ocasión de exhibir sus dotes de colorista, el retrato de Carlos II como Gran Maestre del Toisón de Oro, regalado por el rey junto con otro de su madre al conde Fernando Buenaventura de Harrach, embajador imperial en Madrid, que los llevó con él al volver a Viena en 1677, conservándose desde entonces en poder de la familia (Rohrau, Colección Harrach).
Un nuevo modelo creó en 1679 para ser enviado a Francia como retrato de presentación cuando, tras la paz de Nimega que acordó el matrimonio de Carlos II con María Luisa de Orleans, sobrina de Luis XIV, se negociaban los esponsales. El cuadro, que Palomino llama «célebre», mostraba al rey armado. De ese original, ahora perdido, parecen derivar el Carlos II, con armadura, del Museo del Prado, firmado por el pintor de cámara en 1681, y el del monasterio de Guadalupe, enviado al monasterio en 1683 por el nuncio Sabas Millini junto con su propio retrato, obra también de Carreño. El espacio elegido es de nuevo el Salón de los Espejos aunque estos quedan ahora casi completamente ocultos tras la amplia cortina carmesí y un balcón abierto a la derecha permite ver, tras la balaustrada, un luminoso fondo de paisaje marino con naves de guerra, introduciendo así un elemento que, aunque fantástico, trata de subrayar y dotar de significación bélica a la figura del monarca, erguida y en pose heroica, con la bengala de general en la mano derecha y la izquierda reposada en la cadera. 
Esta serie de retratos regios termina con un elevado número de retratos de medio cuerpo más o menos largo y ligeras variaciones, inspirados directamente en el último retrato que de Felipe IV hiciera Velázquez, de los que el prototipo parece ser el ejemplar conservado en el Museo del Prado. Recuperando la sobriedad velazqueña el monarca vuelve a vestir de negro y su figura se recorta sobre un fondo también oscuro, sin otro atributo de realeza que el toisón de oro, que cuelga sobre el pecho de una fina cadena de oro apenas sugerida por toques de luz discontinuos, tratamiento aplicado también a la empuñadura plateada de la espada. El formato de la tela obliga a una mayor concentración en la cabeza del retratado, resuelta con una técnica pictórica de mayor acabado que el del traje, como también había hecho Velázquez, dando como resultado, según Pérez Sánchez, «la más honda y noble imagen que nos queda del monarca».
Favorecido por la reina Mariana de Austria, Carreño la retrató en al menos tres ocasiones, siempre vestida con las tocas de viuda que le dotan de apariencia monjil y aspecto severo, con grave dignidad. El modelo que más se repite, del que el ejemplar de más calidad es el de la Real Academia de Bellas Artes de San Fernando, con abundantes copias salidas del taller y aún ajenas a él, la muestra sentada en un sillón frailero, pero a diferencia del precedente de Juan Bautista Martínez del Mazo, que la representó aislada en medio de un salón, Carreño la aproxima en su retrato al bufete en el que aparece material de escritorio, con un papel o una pluma en la mano, atendiendo a los asuntos de Estado. El espacio es también en los ejemplares más acabados el Salón de los Espejos, en el que destaca a su espalda en alto el Judit y Holofernes de Tintoretto, ahora en el Museo del Prado, en el que Pérez Sánchez ve una posible alegoría dedicada a la reina viuda, «la mujer fuerte que, por su pueblo, es capaz de las más arriesgadas hazañas». Distinto es el retrato de la colección Harrach de Rohrau, compañero del Carlos II como Gran Maestre del Toisón. En pie, con una mano sobre el respaldo del sillón y a la espalda el bufete con el reloj de torre, que puede interpretarse también como un símbolo de la virtud de la prudencia aplicada al gobierno, hace inevitable la comparación con el retrato que de la misma reina pintase Velázquez hacia 1652-1653, a la vuelta de su segundo viaje a Italia (Museo del Prado), cuya pose repite veinte años más tarde Carreño, sustituyendo la compleja indumentaria de la joven reina por las tocas de viuda. Un aspecto más espontáneo tiene el tercero de los retratos, el del Museo Diocesano de Arte Sacro de Vitoria, que es casi como un estudio tomado del natural y centrado en la figura de la reina madre, solo con un abanico cerrado en la diestra y sentada en un sillón apenas visible sobre el fondo oscuro.
Los validos Fernando de Valenzuela y Juan José de Austria, el nuncio papal Sabas Millini (monasterio de Guadalupe), el embajador de Moscovia, Pedro Ivanowitz Potemkin (Prado), con su imponente aspecto y vistosa indumentaria que tanto hubo de impresionar en la corte española, donde seguía predominando el negro en el vestuario masculino, la primera esposa de Carlos II, y la reina María Luisa de Orleans, al poco de llegar a Madrid, posaron también para Carreño en estos años, lo mismo que algunas «sabandijas de Palacio», enanos y bufones de la corte cuyos retratos se colocaron en la galería del Cierzo del cuarto del rey, en el palacio viejo. De ellos se han identificado los retratos del enano Michol, o Misso (Dallas, Meadows Museum), cuya pequeñez viene subrayada por el tamaño de las grandes cacatúas blancas y los perrillos que lo acompañan, y el del bufón Francisco Bazán (Madrid, Museo del Prado), llamado «Ánima del Purgatorio» por repetir en su locura que allí estaba, en pie, con gesto sumiso, como del que pide limosna y un papel en la mano.
También por orden del rey retrató a Eugenia Martínez Vallejo, niña de seis años natural de la diócesis de Burgos y presentada en Madrid en 1680 como un «prodigio de la naturaleza» a causa de su anómala gordura, a la que sin embargo no podría tenerse propiamente por bufón de la corte pues no figuró en la nómina de los servidores de palacio. El mismo año de su presentación en la corte salió en Madrid, ilustrada con una tosca xilografía de la infortunada niña, una Relación verdadera de esa presentación firmada por un tal Juan Camacho, quien contaba que «El rey nuestro señor la ha hecho vestir decentemente al uso de palacio, con un rico vestido de brocado encarnado y blanco con botonadura de plata y ha mandado al segundo Apeles de nuestra España, al insigne Juan Carreño, su pintor y ayuda de cámara, que la retratase de dos maneras: una desnuda, y otra vestida de gala..., y lo executó con el acierto que siempre acostumbra su valiente pincel, teniendo en su casa a la niña Eugenia muchos ratos del día para este efecto». Transformada por Carreño en un pequeño dios Baco, de su retrato, dice Palomino, se sacaron muchas copias que el propio artista retocó, aunque ninguna de esas copias se ha localizado.
Como pintor de cámara hubo de ocuparse también de tareas muy diversas, como la remodelación de algunas salas del monasterio de El Escorial, completando lo que había iniciado Velázquez, y la supervisión de las decoraciones efímeras y arcos festivos alzados en Madrid con motivo de la entrada de María Luisa de Orleans, junto con la reparación de las pinturas de palacio que lo necesitasen, como hubo de hacer con una tabla de Daniel Seghers que había resultado dañada «por haberse caído», o el aderezo de unas cortinillas de tafetán para unas pinturas de las llamadas bóvedas de Tiziano, donde se concentraban buen número de las mejores pinturas con desnudos femeninos de la colección real, según un encargo recibido en 1677. Tampoco le fue ajena la copia de obras de los grandes maestros, por hallarse muy dañadas, como podría haber sido el caso de la Judit y Holofernes de Guido Reni, que a su muerte dejaba inacabada en el obrador que tenía en palacio junto con la deteriorada pintura original, o por su mucha estimación, como es el caso de la copia que por encargo de la reina gobernadora realizó en 1674 del Pasmo de Sicilia de Rafael, llegado a España en 1661. Junto con la citada copia, muy literal (Real Academia de Bellas Artes de San Fernando), destinada a ocupar uno de los altares del convento de carmelitas descalzas de Santa Ana de Madrid, de patrocinio regio, pintó Carreño para el ático del mismo retablo la Santa Ana enseñando a leer a la Virgen (depósito del Museo del Prado en la iglesia de San Jerónimo el Real), que por su técnica ligera ha de corresponder también a estos momentos finales de su carrera.
Lo último que pintó, según Palomino, fue «un Ecce Homo para Pedro de la Abadía, muy amante de la Pintura, y que tenía otras muchas excelentes de Carreño». Dictó su testamento el 2 de octubre de 1685 y murió al día siguiente. En el momento de morir tenía su vivienda en casas de los marqueses de Villatorre, en el altillo de palacio. Dejaba inacabadas dos pinturas de san Miguel, encargadas por el Consejo de Hacienda, dos cuadros grandes para un convento de dominicos de Valencia, de las que no se tienen otras noticias, y dos lienzos «comenzados» con San Dámaso y San Melquiades, papas de los primeros siglos del cristianismo a los que los falsos cronicones de Jerónimo Román de la Higuera hacían madrileños, encargados por el regidor Francisco Vela para la Sala del Ayuntamiento de Madrid. Sin noticias del san Melquiades, el ayuntamiento de Madrid guarda aún un san Dámaso atribuido a Palomino antes de tenerse noticia del testamento de Carreño, que muy bien puede ser el comenzado por Carreño y completado por Palomino o, más probablemente, por Juan Serrano, a quien la viuda de Carreño, fallecida el 3 de marzo de 1687, confió el cuidado de la hija que había adoptado junto con su esposo y el acabado de sus pinturas.

## Discípulos
La influencia de Carreño en la aceptación del pleno barroco por la escuela madrileña y sobre la generación siguiente, la del «cambio dinástico», fue grande. Como Rizi tuvo un elevado número de aprendices u oficiales en su taller, entre los que se documentan José Jiménez Donoso, que en su taller perfeccionó el dominio del color, Francisco Ignacio Ruiz de la Iglesia, colaborador precoz del maestro en los grandes lienzos de la capilla de San Isidro en San Andrés, Jerónimo Ezquerra, Diego García de Quintana y Juan Felipe Delgado, pero otros pintores trabajaron o completaron su formación con él, aprovechando su generosidad y el carácter abierto que tanto le elogia Palomino. Entre estos Claudio Coello o el propio Palomino tuvieron abiertas las puertas de palacio y acceso a sus pinturas gracias a él. Según Palomino el discípulo que mejor asimiló su estilo fue el prematuramente fallecido Mateo Cerezo. También lo fue Juan Martín Cabezalero que siguió residiendo en la casa del maestro tras completar su formación. En 1682 consta que trabajaban en su taller Juan Serrano, Jerónimo Ezquerra y Diego López el Mudo,  mencionados en el testamento de María de Medina, viuda de Carreño, fechado el 3 de noviembre de 1686. A los tres, junto con Pedro Ruiz González, 
hacía algún legado en recuerdo de su esposo. Juan Serrano, por su parte, se convirtió por disposición de la viuda en heredero material y encargado de terminar las obras que dejaba inacabadas. Todos ellos pudieron además completar su formación con la asistencia a las academias de dibujo, como José García Hidalgo que en los Principios para estudiar el nobilísimo y real arte de la pintura, cartilla de dibujo en la que podrían estar recogidas algunas de las enseñanzas de Carreño, calificaba al maestro de «dueño del gusto del arte, y del colorido».